# Maria Paola Merloni
Maria Paola Merloni (ur. 13 października 1963 w Rzymie) – włoska polityk, działaczka gospodarcza i przedsiębiorca związana z rodzinnym przedsiębiorstwem Indesit Company, posłanka do Izby Deputowanych i senator.

## Życiorys
Córka przedsiębiorcy Vittoria Merloniego. W 1989 ukończyła studia z zakresu nauk politycznych. Pracowała w różnych przedsiębiorstwach na kierowniczych stanowiskach. Prowadziła też własną działalność gospodarczą. W 2005 weszła w skład zarządu Indesit Company. Zaangażowana w działalność Confindustrii, od 2004 do 2006 kierowała jej regionalnymi strukturami w regionie Marche.
Działała w partii Margherita, z którą 2007 przyłączyła się do Partii Demokratycznej. W 2006 i w 2008 uzyskiwała mandat posłanki do Izby Deputowanych XV i XVI kadencji. W funkcjonującym w latach 2008–2009 opozycyjnym gabinecie cieni Waltera Veltorniego była wskazywana jako minister polityki wspólnotowej.
W 2013 przeszła do koalicji Z Montim dla Włoch, uzyskując z jej ramienia w wyborach mandat senatora XVII kadencji.